# بوستان کوچک
بوستان کوچک، روستایی از توابع بخش باشت شهرستان گچساران در استان کهگیلویه و بویراحمد ایران است.این روستا همچنین دارای یک مدرسه و یک مسجد می باشد.اکثریت ساکنین این روستا از سادات شاهزاده قاسم شهرستان بویر احمد هستند.

## جمعیت
این روستا در دهستان بابوئی قرار دارد و براساس سرشماری مرکز آمار ایران در سال ۱۳۸۵، جمعیت آن ۷۸ نفر (۱۸خانوار) بوده‌است.